# Río Sagittario
El Sagittario es un río situado en los Abruzos, principal afluente del río Aterno-Pescara.
Nace bajo la localidad de Villalago de nacientes alimentados por el lago de Scanno y atraviesa los municipios de Anversa degli Abruzzi, Bugnara, Corfinio, Pratola Peligna, Prezza, Roccacasale, Scanno, Sulmona y Villalago en la provincia de L'Aquila y Popoli en la provincia de Pescara.
Recorre el Vallone La Foce hacia el Valle Peligna, atravesando la Garganta del Sagittario para unirse después, a la altura de Popoli, con el río Aterno.
Tiene como afluentes los ríos Gizio (derecha) y Pezzana (por la izquierda).
Antes del lago de Scanno este río toma el nombre de Tasso.
El Sagittario alimenta una central hidroeléctrica del Enel, realizada en el año 1929, con una potencia de 0,5 MW.